# Puchar Ameryki Południowej w narciarstwie alpejskim kobiet 2018
Puchar Ameryki Południowej w narciarstwie alpejskim kobiet w sezonie 2018 zawody w narciarstwie alpejskim rozgrywane pod patronatem Międzynarodowej Federacji Narciarskiej (FIS) w lecie 2018 roku. Pierwsze zawody odbyły się 25 sierpnia w argentyńskim Las Leñas, a ostatnie zostały rozegrane 19 września w argentyńskim kurorcie Cerro Castor.
Triumfu w klasyfikacji generalnej z poprzedniego sezonu broniła Chilijka Noelle Barahona. Tym razem najlepsza okazała się Argentynka Macarena Simari Birkner.
Ze wszystkich dwóch planowanych zawodów superkombinacji, ani jedne nie doszły do skutku, dlatego też ta konkurencja nie jest liczona oddzielnie, ani brana pod uwagę do klasyfikacji generalnej.

## Podium zawodów

### Indywidualnie
| Lp. | Data             | Miejscowość    | Konkurencja     | 1. Miejsce                | 2. Miejsce              | 3. Miejsce                |
| --- | ---------------- | -------------- | --------------- | ------------------------- | ----------------------- | ------------------------- |
| —   | 16 sierpnia 2018 | Cerro Catedral | Gigant          | Odwołano                  | Odwołano                | Odwołano                  |
| —   | 17 sierpnia 2018 | Cerro Catedral | Slalom          | Odwołano                  | Odwołano                | Odwołano                  |
| 1.  | 25 sierpnia 2018 | Las Leñas      | Slalom          | Francesca Baruzzi Farriol | Macarena Simari Birkner | Mialitiana Clerc          |
| 2.  | 26 sierpnia 2018 | Las Leñas      | Gigant          | Francesca Baruzzi Farriol | Andrea Ellenberger      | Mialitiana Clerc          |
| 3.  | 27 sierpnia 2018 | Las Leñas      | Gigant          | Andrea Ellenberger        | Nicol Gastaldi          | Mialitiana Clerc          |
| —   | 27 sierpnia 2018 | Las Leñas      | Supergigant     | Odwołano                  | Odwołano                | Odwołano                  |
| 4.  | 1 września 2018  | El Colorado    | Gigant          | Kajsa Vickhoff Lie        | Candace Crawford        | Maren Skjøld              |
| 5.  | 2 września 2018  | La Parva       | Slalom          | Kristin Lysdahl           | Mina Fürst Holtmann     | Kristine Gjelsten Haugen  |
| 6.  | 4 września 2018  | La Parva       | Zjazd           | Aleksandra Prokopjewa     | Greta Small             | Macarena Simari Birkner   |
| 7.  | 4 września 2018  | La Parva       | Zjazd           | Aleksandra Prokopjewa     | Greta Small             | Cande Moreno Becerra      |
| 8.  | 5 września 2018  | La Parva       | Supergigant     | Aleksandra Prokopjewa     | Macarena Simari Birkner | Julie Perrier             |
| 9.  | 5 września 2018  | La Parva       | Supergigant     | Aleksandra Prokopjewa     | Carmina Pallàs          | Francesca Baruzzi Farriol |
| —   | 10 września 2018 | El Colorado    | Superkombinacja | Odwołano                  | Odwołano                | Odwołano                  |
| —   | 11 września 2018 | El Colorado    | Superkombinacja | Odwołano                  | Odwołano                | Odwołano                  |
| 10. | 11 września 2018 | El Colorado    | Supergigant     | Ilka Štuhec               | Valentine Macheret      | Anna Hofer                |
| —   | 12 września 2018 | El Colorado    | Zjazd           | Odwołano                  | Odwołano                | Odwołano                  |
| 11. | 12 września 2018 | El Colorado    | Supergigant     | Cande Moreno Becerra      | Valentine Macheret      | Anna Hofer                |
| —   | 13 września 2018 | El Colorado    | Zjazd           | Odwołano                  | Odwołano                | Odwołano                  |
| 12. | 17 września 2018 | Cerro Castor   | Slalom          | Mireia Gutiérrez          | Doriane Escane          | Clara Direz               |
| 13. | 18 września 2018 | Cerro Castor   | Slalom          | Mireia Gutiérrez          | Doriane Escane          | Macarena Simari Birkner   |
| 14. | 19 września 2018 | Cerro Castor   | Gigant          | Tessa Worley              | Taïna Barioz            | Andrea Ellenberger        |

## Klasyfikacje
| Lp. | Zawodniczka                | Punkty |
| --- | -------------------------- | ------ |
| 1.  | Macarena Simari Birkner    | 607    |
| 2.  | Francesca Baruzzi Farriol  | 538    |
| 3.  | Mialitiana Clerc           | 413    |
| 4.  | Aleksandra Prokopjewa      | 400    |
| 5.  | María Belén Simari Birkner | 292    |
| 6.  | Cande Moreno Becerra       | 291    |
| 7.  | Andrea Ellenberger         | 290    |
| 8.  | Carmina Pallàs             | 281    |
| 9.  | Angelica Simari Birkner    | 277    |
| 10. | Ania Monica Caill          | 257    |

| Lp. | Zawodniczka               | Punkty |
| --- | ------------------------- | ------ |
| 1.  | Aleksandra Prokopjewa     | 200    |
| 2.  | Greta Small               | 160    |
| 3.  | Macarena Simari Birkner   | 110    |
| 4.  | Cande Moreno Becerra      | 105    |
| 5.  | Carmina Pallàs            | 82     |
| 6.  | Kiara Alexander           | 80     |
| 7.  | Ania Monica Caill         | 77     |
| 8.  | Julie Perrier             | 72     |
| 9.  | Francesca Baruzzi Farriol | 58     |
| 10. | Mialitiana Clerc          | 46     |

| Lp. | Zawodniczka               | Punkty |
| --- | ------------------------- | ------ |
| 1.  | Aleksandra Prokopjewa     | 200    |
| 2.  | Ania Monica Caill         | 180    |
| 3.  | Cande Moreno Becerra      | 172    |
| 4.  | Carmina Pallàs            | 170    |
| 5.  | Valentine Macheret        | 160    |
| 6.  | Macarena Simari Birkner   | 146    |
| 7.  | Francesca Baruzzi Farriol | 121    |
| 8.  | Anna Hofer                | 120    |
| 9.  | Mialitiana Clerc          | 112    |
| 10. | Ilka Štuhec               | 100    |

| Lp. | Zawodniczka                | Punkty |
| --- | -------------------------- | ------ |
| 1.  | Andrea Ellenberger         | 290    |
| 2.  | Francesca Baruzzi Farriol  | 214    |
| 3.  | Nicol Gastaldi             | 187    |
| 4.  | Mialitiana Clerc           | 166    |
| 5.  | Macarena Simari Birkner    | 121    |
| 6.  | María Belén Simari Birkner | 118    |
| 7.  | Kajsa Vickhoff Lie         | 100    |
| 7.  | Tessa Worley               | 100    |
| 9.  | Carolina Blaquier          | 100    |
| 10. | Taïna Barioz               | 80     |
| 10. | Candace Crawford           | 80     |

| Lp. | Zawodniczka               | Punkty |
| --- | ------------------------- | ------ |
| 1.  | Mireia Gutiérrez          | 250    |
| 2.  | Macarena Simari Birkner   | 230    |
| 3.  | Doriane Escane            | 160    |
| 4.  | Francesca Baruzzi Farriol | 145    |
| 5.  | Angelica Simari Birkner   | 135    |
| 6.  | Kristin Lysdahl           | 100    |
| 7.  | Mialitiana Clerc          | 89     |
| 8.  | Mina Fürst Holtmann       | 80     |
| 9.  | Clara Direz               | 60     |
| 9.  | Kristine Gjelsten Haugen  | 60     |